# ハンス・ライグラフ
ハンス・ライグラフ（Hans Leygraf、1920年9月7日 - 2011年2月12日）はスウェーデンを代表するピアニストで作曲家。

## 概要
ストックホルムの生まれ。
ゴットフリート・ブーンとハンナ・ヒルツェル＝ランゲンハンの薫陶を受け、9歳でストックホルム・フィルハーモニー管弦楽団の演奏会に出演してデビューを飾った。
その後、ミュンヘン音楽大学やストックホルム音楽院で作曲や指揮法も習得した。
1967年には、ライグラフ・ピアノ四重奏団を結成して、世界各国を回り、来日も果たしている。
教育者としても著名で、1956年からザルツブルク・モーツァルテウム大学（Universität Mozarteum Salzburg）の講師としてピアノ教育に携わり、1962年から1990年まで、同校の教授を務めていた。また、1964年からハノーヴァー音楽大学でも後進の指導に当たっていた。1990年に演奏活動を引退するものの、ザルツブルクのモーツァルテウム大学で2007年まで教育活動を続けていた。また、コンサート活動は2010年11月まで精力的に行っていた。
2011年2月12日、ストックホルムの自宅で死去。その訃報は、世界は元より、全国紙、地方新聞、および日本国内や海外で活躍するハンス・ライグラフに師事した数多くの日本人ピアニストをはじめとする室内楽演奏家、指揮者などのブログでも悲しみとともに、厳格でありながら温かく見守られた教育に感謝を表す追悼文が伝えられていることから、音楽界に与えた影響の偉大さが物語られている。